# Gilead Sciences
Gilead Sciences – amerykański koncern farmaceutyczny. Firma koncentruje się przede wszystkim na lekach przeciwwirusowych stosowanych przy zakażeniu HIV, wirusami zapalenia wątroby typu B i C oraz grypy. Jest także producentem leku remdesiwir na COVID-19. Gilead prowadzi działalność w Ameryce Północnej, Europie i Australii. Według stanu na 31 stycznia 2010 roku, firma miała 3852 pracowników na pełne etaty.

## Produkty
| Nazwa handlowa    | Substancje czynne                                              | Wskazanie                                                                                                | Dopuszczenie do obrotu (USA)     | Partner                                 | Data wygaśnięcia patentu w USA | Data wygaśnięcia patentu w Europie |
| ----------------- | -------------------------------------------------------------- | --- | -------------------------------- | --------------------------------------- | ------------------------------ | ---------------------------------- |
| AmBisome          | amfoterycyna B                                                 | grzybica, kryptokokowe zapalenie opon mózgowych, aspergiloza, drożdżyca, zakażenia grzybami cryptococcus | 1997-08-11                       | Astellas Pharma(USA), Rapiscan (Europa) | 2016                           | 2008                               |
| Atripla           | tenofowir, emtrycytabina, efawirenz                            | HIV, AIDS                                                                                                | 2006-07-12                       | Bristol-Myers Squibb                    | 2021                           | 2018                               |
| Cayston           | aztreonam                                                      | mukowiscydoza                                                                                            | 2010-02-22                       |                                         | 2021                           | 2021                               |
| Complera/Eviplera | tenofowir, emtrycytabina, rilpiwiryna                          | HIV, AIDS                                                                                                | 2011-08-10                       | Johnson and Johnson                     |                                |                                    |
| Descovy           | alafenamid tenofowiru, emtrycytabina                           | HIV, AIDS                                                                                                | 2016-04-04                       |                                         |                                |                                    |
| Emtriva           | emtrycytabina                                                  | HIV, AIDS                                                                                                | 2003-07-02                       |                                         | 2021                           | 2016                               |
| Epclusa           | sofosbuwir, welpataswir                                        | wirusowe zapalenie wątroby typu C                                                                        | 2016-06-28                       |                                         |                                |                                    |
| Flolan            | epoprostenol                                                   | nadciśnienie płucne                                                                                      | 1995-09-20                       | GlaxoSmithKline                         | wygasł                         | wygasł                             |
| Genvoya           | alafenamid tenofowiru, kobicystat, emtrycytabina, elwitegrawir | HIV, AIDS                                                                                                | 2015-11-05                       |                                         |                                |                                    |
| Harvoni           | sofosbuwir, ledipaswir                                         | wirusowe zapalenie wątroby typu C                                                                        | 2014-10-10                       |                                         |                                |                                    |
| Hepsera           | adefowir                                                       | wirusowe zapalenie wątroby typu B                                                                        | 2002-09-20                       |                                         | 2014                           | 2011                               |
| Letairis          | ambrisentan                                                    | nadciśnienie płucne                                                                                      | 2007-06-15                       | GlaxoSmithKline                         | 2015                           | 2015                               |
| Lexiscan          | regadenoson                                                    | obrazowanie perfuzji mięśnia sercowego                                                                   | 2008-04-10                       | Astellas                                | 2019                           | 2020                               |
| Macugen           | pegaptanib                                                     | zwyrodnienie plamki żółtej                                                                               | 2004-12-17                       | OSI, Pfizer                             | 2017                           | 2017                               |
| Odefsey           | alafenamid tenofowiru, rilpiwiryna, emtrycytabina              | HIV, AIDS                                                                                                | 2016-03-01                       |                                         |                                |                                    |
| Ranexa            | ranolazyna                                                     | angina                                                                                                   | 2006-01-27                       | Hoffmann-La Roche                       | 2019                           | 2019                               |
| Sovaldi           | sofosbuwir                                                     | wirusowe zapalenie wątroby typu C                                                                        | 2013-12-06                       |                                         |                                |                                    |
| Stribild          | elwitegrawir, kobicystat, emtrycytabina, tenofowir             | HIV, AIDS                                                                                                | 2012-08-27                       |                                         |                                |                                    |
| Tamiflu           | oseltamiwir                                                    | grypa | 1999-10-27                       | Hoffmann-La Roche                       | 2016                           | 2016                               |
| Truvada           | emtrycytabina, tenofowir                                       | HIV, AIDS                                                                                                | 2004-08-02                       |                                         | 2021                           | 2018                               |
| Tybost            | kobicystat                                                     | HIV, AIDS                                                                                                | 2013-09-25 (EU), 2014-09-24 (US) |                                         |                                |                                    |
| Vemildy           | alafenamid tenofowiru                                          | wirusowe zapalenie wątroby typu B                                                                        | 2016-11-10                       |                                         |                                |                                    |
| Viread            | tenofowir                                                      | HIV, AIDS, wirusowe zapalenie wątroby typu B                                                             | 2001-10-26                       |                                         | 2017                           | 2018                               |
| Vistide           | cydofowir                                                      | zakażenia cytomegalowirusem                                                                              | 1996-06-26                       | Pfizer                                  | wygasł                         | wygasł                             |
| Vitekta           | elwitegrawir                                                   | HIV, AIDS                                                                                                | 2013-09-25 (EU), 2014-09-24 (US) |                                         |                                |                                    |
| Zydelig           | idelalisib                                                     | chłoniaki                                                                                                | 2014-07-23                       |                                         |                                |                                    |